# Хупер, Гарри (футболист, 1933)
Гарольд Хупер (англ. Harold Hooper; 14 июня 1933, Pittington, Дарем — 26 августа 2020, Ханстентон, Восточная Англия) — английский футболист, игравший на позиции нападающего; участник чемпионата мира 1954 года.

## Биография

### Клубная карьера
В ноябре 1950 года Хупер присоединился к клубу «Вест Хэм Юнайтед», в котором помощником главного тренера работал его отец Гарри Хупер. Дебютировал за «Вест Хэм» во Втором дивизионе 3 февраля 1951 года в матче против «Барнсли», который завершился победой «Вест Хэма» со счётом 4:2. В составе «молотобойцев» играл в течение пяти с половиной сезонов, сыграв во всех турнирах 136 матчей и забил 47 голов.
22 марта 1956 года Хупер перешёл в «Вулверхэмптон Уондерерс»; сумма трансфера составила 25 тысяч фунтов стерлингов. Этот трансфер на тот момент стал рекордным в истории клуба. В составе «волков» Хупер отыграл полтора сезона в Первом дивизионе, сыграв 39 матчей и забил 19 голов.
В декабре 1957 года Хупер перешёл в «Бирмингем Сити»; сумма трансфера составила 20 тысяч фунтов стерлингов. За «синих» Хупер отыграл три сезона, он принимал участие в первом еврокубковом турнире для английских команд — Кубке ярмарок и финале с испанской «Барселоной» забил гол, но «сине-гранатовые» выиграли ответный матч со счётом 4:1.
В 1960 году перешёл в «Сандерленд»; сумма трансфера составила 18 тысяч фунтов стерлингов. В составе «чёрных котов» Хупер отыграл три сезона, сыграв 65 матчей и забил 17 голов. В первых двух сезонах он был основным игроком, а походу сезона 1962/63 потерял место в основном составе из-за частых травм. Последний матч за «чёрных котов» сыграл 27 апреля 1963 года против «Хаддерсфилд Таун», который закончился со счётом 1:1.
По окончании сезона Хупер перешёл в клуб одного из низших дивизионов «Кеттеринг Таун», за который играл в течение двух сезонов. В последующие годы играл за «Данстабл Таун» и «Хинор Таун», в котором закончил карьеру.

### Карьера в сборной
В составе сборной Англии был участником чемпионата мира 1954 года, но на турнире был запасным и на поле не вышел.

### Смерть
Скончался 26 августа 2020 года в доме престарелых города Ханстентон от болезни Альцгеймера в возрасте 87 лет.